# Centro de Artes e de Ciências do Mar

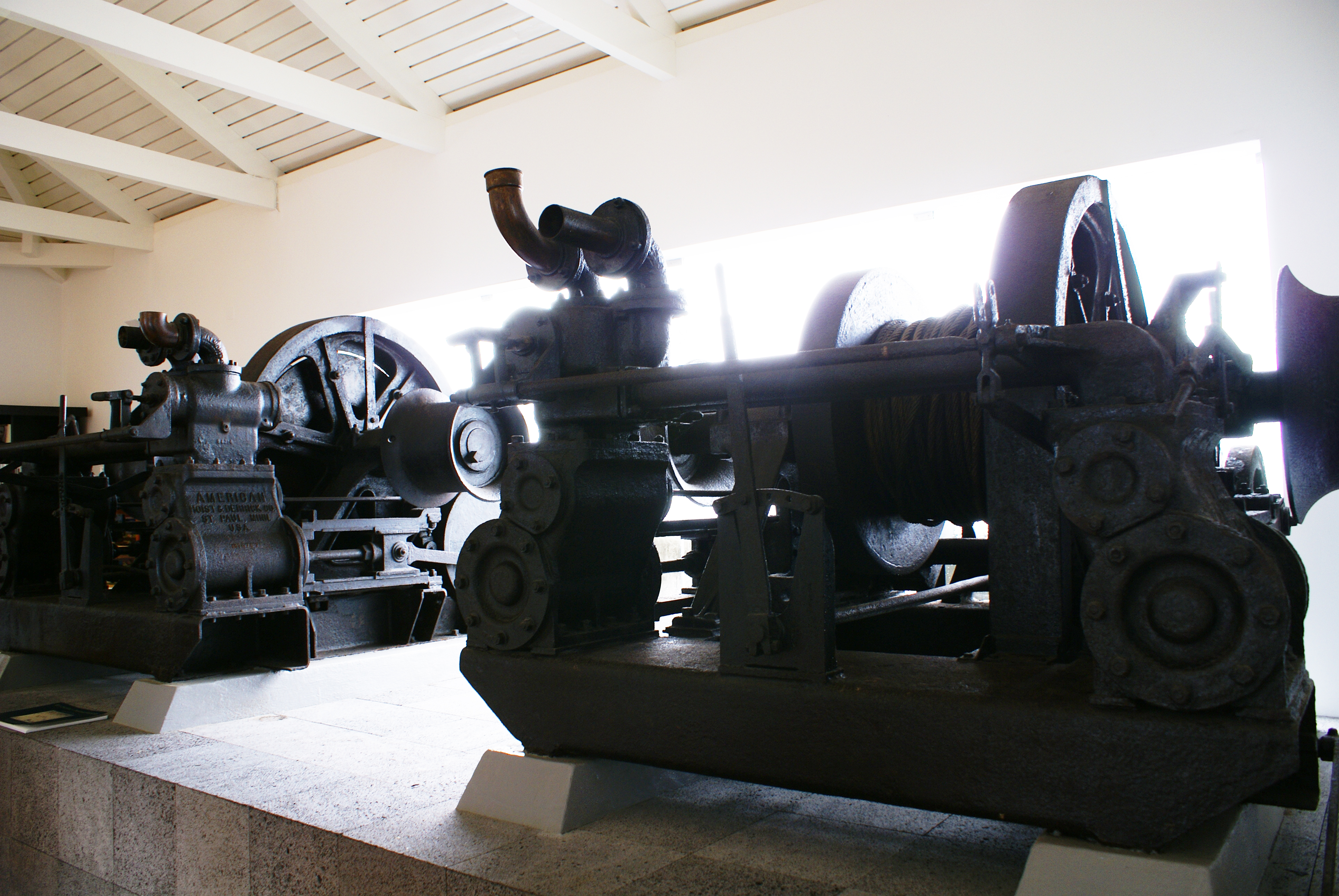
Centro de Artes e Ciências do Mar: maquinaria da fábrica de óleos de baleia.

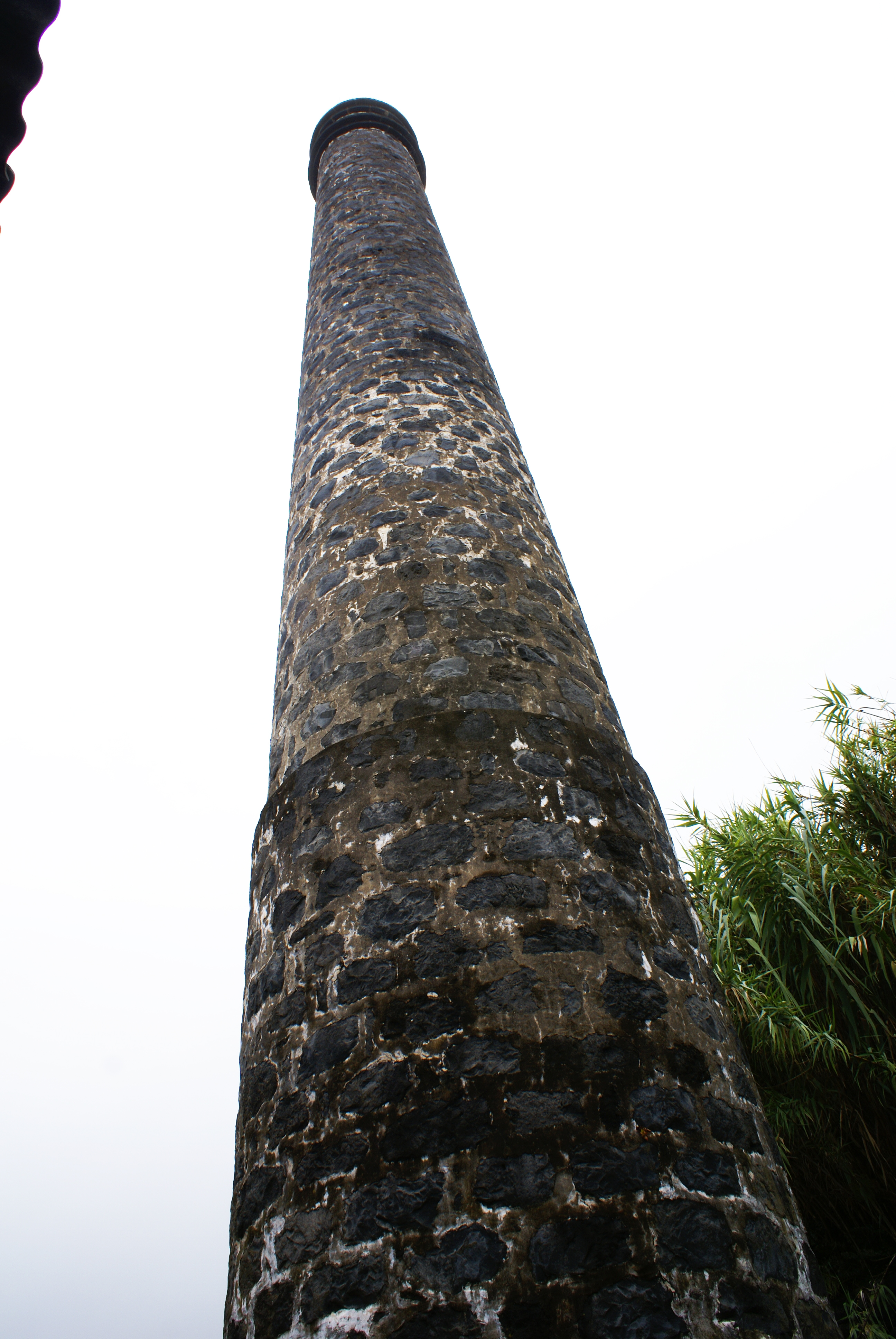
Centro de Artes e Ciências do Mar: chaminé.

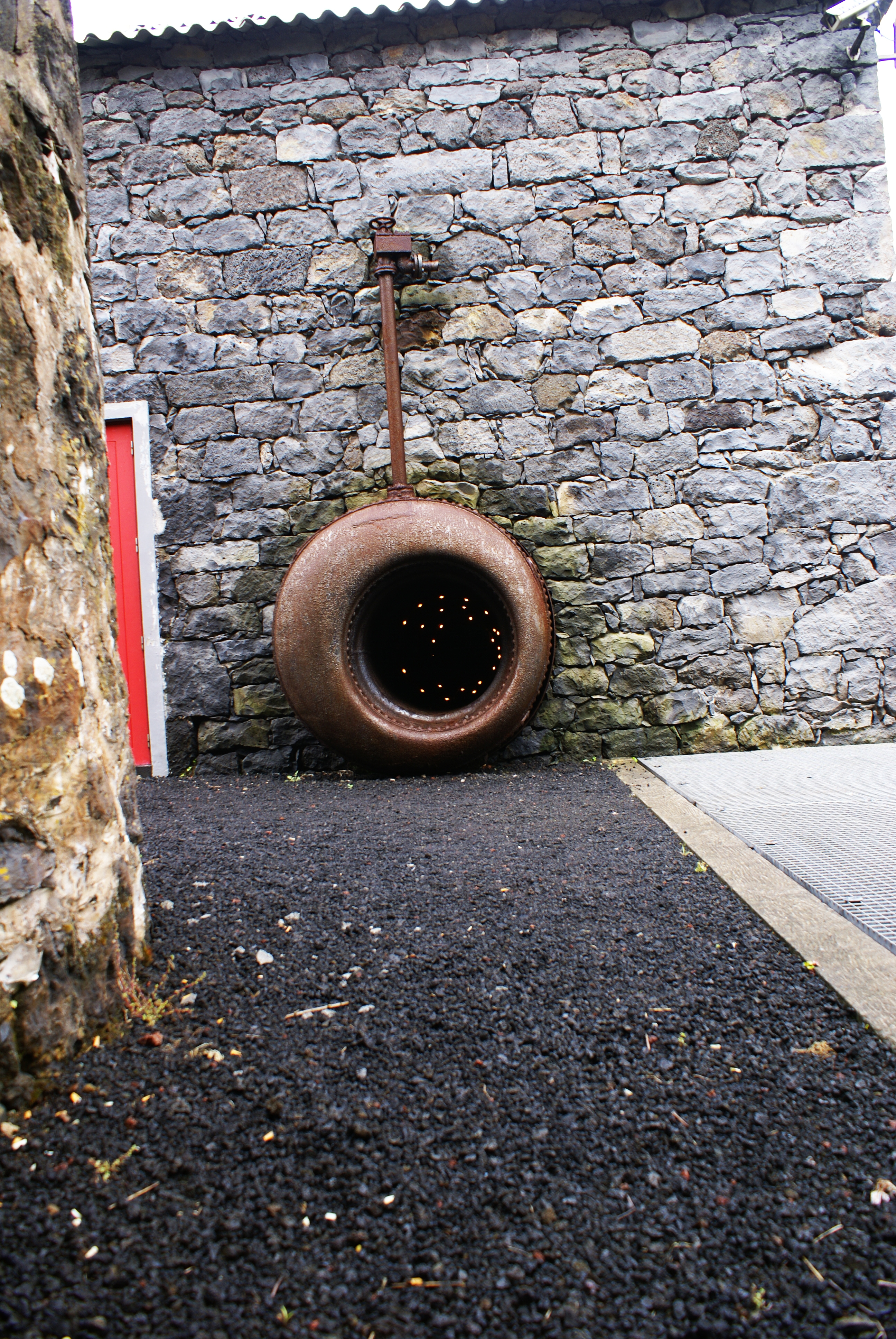
Centro de Artes e Ciências do Mar: pormenor.

O Centro de Artes e de Ciências do Mar localiza-se na freguesia e Município das Lajes do Pico, na Ilha do Pico, nos Açores.

## História
Encontra-se instalado nas dependências da antiga Fábrica da Baleia - SIBIL, equipamento industrial que se dedicou à transformação dos grandes cetáceos em óleos e farinhas. Foi desativada no início da década de 1980, antes mesmo do encerramento da "caça à baleia" em Portugal, a partir de 1987.
Entre 2005 e 2007 o imóvel foi objeto de um projeto de recuperação e requalificação por iniciativa da Câmara Municipal das Lajes do Pico, transformando-se no atual Centro.

## Características
O Centro expõe e interpreta os equipamentos fabris com o recurso a exposições multimédia sobre as atividades da antiga fábrica e sobre a biologia e a ecologia dos grandes cetáceos. Paralelamente promove também diversos eventos artísticos e culturais, além de animação pedagógica.
Aberto diariamente ao público, o Centro conta ainda com loja, bar e um espaço de lazer ao ar livre.
Futuramente, em uma segunda etapa, será instalado um Núcleo de Ciências Marinhas, vocacionado para a investigação aplicada, com a colaboração científica da Universidade dos Açores.